# 埃姆斯 (紐約州)
埃姆斯（英語：Ames）是位於美國紐約州蒙哥馬利縣的村。

## 人口
根據2020年美國人口普查的數據，埃姆斯的面積為0.34平方千米，皆為陸地。當地共有人口138人，而人口密度為每平方千米406人。